# Lophium igoschinae
Lophium igoschinae är en svampart som beskrevs av Chleb. 2001. Lophium igoschinae ingår i släktet Lophium och familjen Mytilinidiaceae.   Inga underarter finns listade i Catalogue of Life.